# خالخين غول
نهر خالخ (ينطق أيضاً باسم نهر خالخا؛ بالمنغولية: Халх гол؛ ها-لا-ها (哈拉哈)؛ ها-لو-هسين هو) هو نهر في شرق منغوليا وشمال منطقة منغوليا الداخلية في الصين. يُشار إلى النهر أيضاً باللاحقة الإضافية المنغولية (ين) باسم خالخين غول أو نهر خالخ.

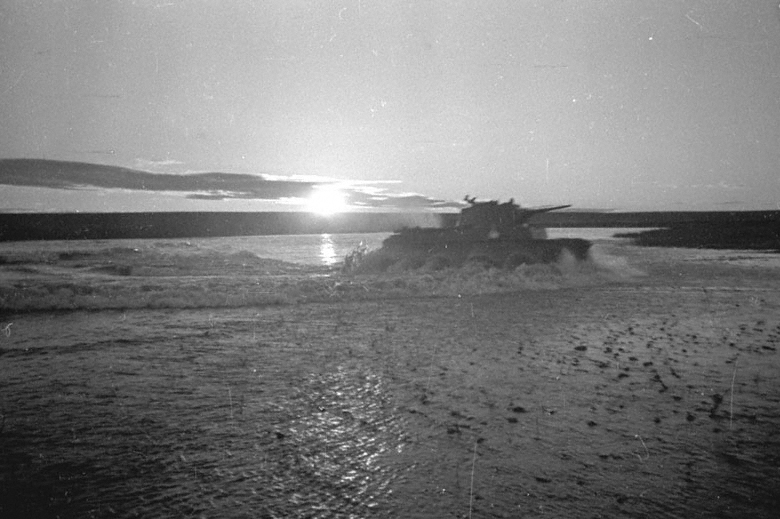
الدبابات السوفيتية تعبر نهر خالخين غول في 1939

مصدر النهر هو المنحدرات الغربية لجبال جينجان الكبرى في منغوليا الداخلية. ويشكل مجراه السفلي الحدود بين منغوليا الداخلية في الصين وجمهورية منغوليا حتى يصل إلى حوالي 48°01′59″N 118°08′03″E / 48.033179°N 118.134290°E، ثم ينقسم النهر إلى فرعين. يتدفق الفرع الأيسر (نهر هاله) إلى بحيرة بوير عند درجة 47°53′44″N 117°50′08″E / 47.895556°N 117.835556°E شرقاً؛ ثم يتفرع من تلك البحيرة عند درجة47°57′00″N 117°48′51″E / 47.950011°N 117.814270°E) باسم أورشوون غول [fr] (بالمنغولية: Оршуун гол، بالصينية: 乌尔逊 河؛ تكتب بنظام بينيين: Wūěrxùn Hé). يتدفق الفرع الأيمن، المعروف باسم شاريلجيين غول (بالمنغولية: Шарилжийн гол) مباشرة في أورشوون غول عند درجة 48°04′12″N 117°45′20″E / 48.069891°N 117.755433°E. بعد ذلك تتبع الحدود الصينية - المنغولية خط شاريلجيين غول بمسافة متساوية.
خلال مايو إلى سبتمبر من عام 1939، كان النهر موقعاً لمعارك خالخين غول، الاشتباك الحاسم للنزاعات الحدودية السوفيتية اليابانية. حيث هزمت القوات السوفيتية والمنغولية جيش كوانتونغ الياباني.